# Giugliano Calcio 1928 2022-2023
Questa voce raccoglie le informazioni riguardanti il Giugliano Calcio 1928 nelle competizioni ufficiali della stagione 2022-2023.

## Stagione
Dopo la vittoria nel campionato 2021-2022 con la conquista della Serie C, la squadra si ripresenta nel calcio professionistico dopo 14 anni. Per indisponibilità dello stadio De Cristofaro la squadra è stata costretta a giocare le partite casalinghe al Partenio di Avellino, per questo venne sospesa anche la campagna abbonamenti. Nonostante l'intera stagione in trasferta, riesce a conquistare la permanenza in Serie C con una giornata di anticipo.

## Sponsor e Maglie
Lo sponsor tecnico è Givova, mentre gli sponsor ufficiali sono Renato Mazzamauro e C. S.r.l., Mazzamauro Group S.r.l. e Mazzamauro International S.r.l.. I main sponsor sono Dehordeck, Vultech e Edil commercio. 
| Casa | Trasferta |

## Organigramma societario
Di seguito sono riportati i membri dello staff:
Area direttiva
- Presidente: Elena Annunziata Mazzamauro
- Presidente onorario: Alfonso Mazzamauro e Ciro Mazzamauro
- Vice presidente: Renato Mazzamauro
- Direttore generale: Ciro Sarno

Area organizzativa
- Segretario generale: Luca Espinosa
- Addetto Sicurezza: Umberto Tardocchi
- Tesoriere: Lello Guarino
- Responsabile Magazzino: Mario Perrotta
- Magazziniere: Patrizio Perrotta

Area comunicazione
- Responsabile Comunicazione e Social Media Manager: Francesco Falzarano
- Supporters Liaison Officer (SLO)[12]: Roberto Nocerino

Area marketing
- Direttore Marketing: Pasquale Di Tuccio – Creative Inside
- Content Creator: Pierpaolo Milone
- Fotografo: Gino Conte

Area tecnica
- Responsabile Area Tecnica e Direttore Sportivo: Antonio Amodio
- Direttore Tecnico e Responsabile Primavera: Andrea Giannarelli
- Team manager: Antimo Di Lorenzo
- Allenatore: Raffaele Di Napoli
- Allenatore in seconda: Alessandro Tatomir
- Collaboratore tecnico: Dario Conte
- Preparatore/i atletico/i: Luca Tulino
- Preparatore dei portieri: Carmine Tortora

Area sanitaria
- Responsabile Sanitario: Diego Campolongo
- Fisioterapista: Emiliano Contrada
- Biologo Nutrizionista: Saverio Mascolo
- Massaggiatori: Pasquale Calise, Giovanni Russo

Area giovanile
- Coordinatore Tecnico: Pompilio Cusano

## Rosa
| N. |                      | Ruolo | Calciatore               |
| -- | -------------------- | ----- | ------------------------ |
| 1  | Italia (bandiera)    | P     | Aniello Viscovo          |
| 2  | Argentina (bandiera) | D     | Tamir Berman             |
| 3  | Italia (bandiera)    | D     | Lorenzo D'Alessio        |
| 4  | Italia (bandiera)    | C     | Giovanni Ceparano        |
| 5  | Brasile (bandiera)   | C     | Lucas Felippe            |
| 6  | Italia (bandiera)    | D     | Ciro Poziello (capitano) |
| 7  | Italia (bandiera)    | A     | Francesco Salvemini      |
| 8  | Italia (bandiera)    | C     | Roberto De Rosa          |
| 9  | Italia (bandiera)    | A     | Federico Piovaccari      |
| 10 | Argentina (bandiera) | A     | Nicolás Rizzo            |
| 11 | Nigeria (bandiera)   | D     | Sulaiman Oyewale         |
| 12 | Italia (bandiera)    | P     | Jacopo Sassi             |
| 13 | Italia (bandiera)    | D     | Walter Zullo             |
| 14 | Brasile (bandiera)   | C     | Gladestony               |
| 15 | Italia (bandiera)    | A     | Simone Mazzucchiello     |
| 17 | Italia (bandiera)    | C     | Giuseppe Iglio           |
| 18 | Italia (bandiera)    | A     | Giuseppe La Monica       |
| 19 | Egitto (bandiera)    | A     | Salah Basha              |
| 20 | Italia (bandiera)    | A     | Lorenzo Sorrentino       |
| 21 | Italia (bandiera)    | C     | Raffaele Poziello        |

| N. |                    | Ruolo | Calciatore             |
| -- | ------------------ | ----- | ---------------------- |
| 22 | Italia (bandiera)  | P     | Salvatore Belardo      |
| 22 | Italia (bandiera)  | P     | Christos Siamatas      |
| 23 | Italia (bandiera)  | A     | Mattia Felici          |
| 24 | Croazia (bandiera) | D     | Eric Biasiol           |
| 25 | Italia (bandiera)  | D     | Edoardo Scanagatta     |
| 27 | Italia (bandiera)  | D     | Genny Rondinella       |
| 28 | Italia (bandiera)  | D     | Gianmarco Mesisca      |
| 29 | Italia (bandiera)  | C     | Stefano Aruta          |
| 30 | Italia (bandiera)  | C     | Flavio Ciuferri        |
| 44 | Italia (bandiera)  | D     | Alessandro De Lucia    |
| 50 | Italia (bandiera)  | D     | Francesco De Francesco |
| 70 | Gambia (bandiera)  | C     | Gomez Ousman           |
| 77 | Italia (bandiera)  | C     | Matteo Ghisolfi        |
| 80 | Italia (bandiera)  | A     | Flavio Di Dio          |
| 87 | Italia (bandiera)  | D     | Gennaro Scognamiglio   |
| 89 | Francia (bandiera) | C     | Steeve-Mike Eyango     |
| 90 | Italia (bandiera)  | A     | Manuel Nocciolini      |
| 98 | Romania (bandiera) | P     | Raul Rob Copreaux      |
| 99 | Italia (bandiera)  | A     | Giovanni Kyeremateng   |

## Calciomercato

### Sessione estiva(dall'1/7 all'1/9)
| Acquisti | Acquisti            | Acquisti   | Acquisti   |
| R.       | Nome                | da         | Modalità   |
| -------- | ------------------- | ---------- | ---------- |
| P        | Jacopo Sassi        | Atalanta   | prestito   |
| P        | Aniello Viscovo     | AZ Picerno | definitivo |
| A        | Federico Piovaccari | Messina    | definitivo |
| A        | Francesco Salvemini | Potenza    | definitivo |
| D        | Edoardo Scanagatta  | Atalanta   | definitivo |
| A        | Manuel Nocciolini   | Monopoli   | definitivo |
| C        | Matteo Ghisolfi     | Cremonese  | prestito   |
| C        | Giuseppe Iglio      | Turris     | definitivo |
| D        | Genny Rondinella    | Messina    | definitivo |
| D        | Lorenzo D'Alessio   | Thesprotos | definitivo |
| D        | Walter Zullo        | Taranto    | definitivo |
| A        | Flavio Di Dio       | Bologna    | definitivo |
| C        | Lucas Felippe       | Farense    | definitivo |
| D        | Tamir Berman        | svincolato | definitivo |

| Cessioni | Cessioni            | Cessioni        | Cessioni      |
| R.       | Nome                | a               | Modalità      |
| -------- | ------------------- | --------------- | ------------- |
| A        | Nicola Ferrari      | Casertana       |               |
| A        | Michele Scaringella | Nocerina        |               |
| A        | Federico Cerone     | Afragolese      |               |
| C        | Vasilios Emmanouil  | Lamezia Terme   |               |
| D        | Tommaso Mazzei      | Ostia Mare      |               |
| D        | Giovanni Caiazzo    | svincolato      |               |
| D        | Vincenzo Gentile    | svincolato      |               |
| D        | Carmine Vivolo      | Paganese        |               |
| C        | Pierluigi Aruta     | Mariglianese    |               |
| P        | Gabriele Ammirati   | Chievo Sona     | fine prestito |
| P        | Francesco Baietti   | Casarano        | fine prestito |
| D        | Aniello Boccia      | Catania         |               |
| C        | Mady Abonckelet     | United Riccione |               |
| C        | Manuel Zanon        | Imolese         | fine prestito |

### Sessione invernale(dal 1/1 al 31/1)
| Acquisti | Acquisti             | Acquisti                 | Acquisti   |
| R.       | Nome                 | da                       | Modalità   |
| -------- | -------------------- | ------------------------ | ---------- |
| A        | Lorenzo Sorrentino   | Gelbison                 | definitivo |
| C        | Steeve-Mike Eyango   | Rimini                   | definitivo |
| D        | Gennaro Scognamiglio | Avellino                 | definitivo |
| C        | Flavio Ciuferri      | Roma                     | definitivo |
| P        | Christos Siamatas    | Athlītikos Omilos Kavala | definitivo |
| A        | Salah Basha          | Udinese                  | definitivo |
| A        | Giuseppe La Monica   | Taranto                  | prestito   |
| D        | Gianmarco Mesisca    | Gelbison                 | definitivo |

| Cessioni | Cessioni             | Cessioni   | Cessioni |
| R.       | Nome                 | a          | Modalità |
| -------- | -------------------- | ---------- | -------- |
| A        | Giovanni Kyeremateng | svincolato |          |
| D        | Edoardo Scanagatta   | svincolato |          |
| A        | Manuel Nocciolini    | Taranto    | prestito |

## Risultati

### Serie C

#### Girone di andata
| Arbitro: | Turrini (Firenze) |

|                               |           |  |
| Piovaccari 21’ Gladestony 67’ | Marcatori |  |

| Arbitro: | Calzavara (Varese) |

|               |           |  |
| Malcore 90+3’ | Marcatori |  |

| Arbitro: | Sfira (Pordenone) |

|                           |           |                                 |
| Salvemini 15’, 83’ (rig.) | Marcatori | 57’ De Cristofaro 80’ Reginaldo |

| Arbitro: | Lovison (Padova) |

|                  |           |                          |
| Fabrizi 73’, 79’ | Marcatori | 13’ Iglio 30’ Piovaccari |

| Arbitro: | Panettella (Bari) |

|                                                        |           |              |
| Ceparano 29’ Piovaccari 32’ De Rosa 64’ Nocciolini 76’ | Marcatori | 40’ Leonetti |

| Arbitro: | Milone (Taurianova) |

|             |           |  |
| Curiale 46’ | Marcatori |  |

| Arbitro: | Scarpa (Collegno) |

|                               |           |  |
| Gladestony 29’ Nocciolini 45’ | Marcatori |  |

| Arbitro: | Andreano (Prato) |

|                                 |           |                          |
| Di Paolantonio 6’ Santarpia 71’ | Marcatori | 62’ Piovaccari 80’ Zullo |

| Arbitro: | Ubaldi (Roma 1) |

|                  |           |          |
| Rizzo 14’ (rig.) | Marcatori | 21’ Aloi |

| Arbitro: | Kumara (Verona) |

|               |           |              |
| Salvemini 80’ | Marcatori | 44’ Graziani |

| Arbitro: | Angelucci (Foligno) |

|  |           |             |
|  | Marcatori | 90+1’ Rizzo |

| Arbitro: | Matteo Centi (Terni) |

|  |           |                  |
|  | Marcatori | 15’ Gomez (aut.) |

| Arbitro: | Petrella (Viterbo) |

|  |           |                |
|  | Marcatori | 68’ Gladestony |

| Arbitro: | Dario Di Francesco (Ostia Lido) |

|                  |           |           |
| Felippe 16’, 47’ | Marcatori | 57’ Pinto |

| Arbitro: | Luca De Angeli (Milano) |

|                                |           |  |
| Bolsius 13’ Tulli 90+5’ (rig.) | Marcatori |  |

| Arbitro: | Mario Perri (Roma 1) |

|                                                 |           |  |
| Ghion 45+1’ Iemmello 70’ (rig.) Scognamillo 83’ | Marcatori |  |

| Arbitro: | Diop (Treviglio) |

|                                      |           |                          |
| Rizzo 11’ Di Dio 50’ Salvemini 90+4’ | Marcatori | 72’ Frigerio 90+2’ Tonin |

| Arbitro: | Simone Galipò (Firenze) |

|            |           |                  |
| Gyamfi 12’ | Marcatori | 90+6’ Gladestony |

| Arbitro: | Panettella (Bari) |

|                             |           |                                      |
| Rondinella 5’ Salvemini 48’ | Marcatori | 17’ (rig.) Gomez 62’ Gomez 67’ Gomez |

#### Girone di ritorno
| Arbitro: | Giorgio Vergaro (Bari) |

|                            |           |               |
| Semenzato 67’ D’Uffizi 76’ | Marcatori | 2’ Piovaccari |

| Arbitro: | Longo (Cuneo) |

|                  |           |               |
| Sorrentino 90+6’ | Marcatori | 84’ D’Ausilio |

| Arbitro: | Mucera (Palermo) |

|                  |           |                 |
| Santarcangelo 5’ | Marcatori | 77’ C. Poziello |

| Arbitro: | Aleksandar Djurdjevic (Trieste) |

|                |           |             |
| Gladestony 32’ | Marcatori | 50’ Fabrizi |

| Arbitro: | Luca Angelucci (Foligno) |

|  |           |                           |
|  | Marcatori | 77’ Salvemini 90’ Oyewale |

| Arbitro: | Di Reda (Molfetta) |

|                              |           |                        |
| Salvemini 22’ Rondinella 38’ | Marcatori | 41’ Baldé I. 56’ Berto |

| Arbitro: | Niccolò Turrini (Firenze) |

|                                                   |           |               |
| Maiorino 12’ (rig.), 43’ Patierno 47’, 56’ (rig.) | Marcatori | 59’ La Monica |

| Arbitro: | Bogdan Nicolae Sfira (Pordenone) |

|  |           |                                |
|  | Marcatori | 38’ Costantino 90+7’ Tolomello |

| Arbitro: | Luca Cherchi (Carbonia) |

|            |           |                  |
| Merola 51’ | Marcatori | 90+3’ Sorrentino |

| Arbitro: | Scatena (Avezzano) |

|             |           |                 |
| De Sena 81’ | Marcatori | 40’ Poziello R. |

| Avellino 4 marzo 2023, ore 14:30 CET 30ª giornata | Giugliano             | 0 – 0 referto | Taranto | Stadio Partenio-Adriano Lombardi (180 spett.)\| Arbitro: \| Mattia Caldera (Como) \| |
| Arbitro:                                          | Mattia Caldera (Como) |               |         |                                                                                      |

| Arbitro: | Vogliacco (Bari) |

|                   |           |                  |
| Pandolfi 57’, 84’ | Marcatori | 61’ (rig.) Rizzo |

| Arbitro: | Eugenio Scarpa (Collegno) |

|                              |           |                                                        |
| Felippe 34’ Scognamiglio 87’ | Marcatori | 30’ Auriletto 64’ Matera 75’ (rig.) Trotta 90’Tounkara |

| Arbitro: | Abdoulaye Diop (Treviso) |

|                   |           |                                   |
| Starita 4’ (rig.) | Marcatori | 34’ Sorrentino 48’, 78’ Salvemini |

| Arbitro: | Bozzetto (Bergamo) |

|                                                             |           |                                              |
| Scognamiglio 27’ Sorrentino 31’ La Monica 78’ Salvemini 88’ | Marcatori | 14’ Micovschi 36’ Bolsius 51’ (rig.) Ventola |

| Arbitro: | Carlo Rinaldi (Bassano del Grappa) |

|  |           |                                       |
|  | Marcatori | 6’ Gatti 16’ Curcio 75’, 90’ Iemmello |

| Arbitro: | Pirrotta (Barcellona Pozzo di Gotto) |

|                                               |           |  |
| Ogunseye 7’ Petermann 67’ (rig.) Frigerio 77’ | Marcatori |  |

| Arbitro: | Matteo Canci (Carrara) |

|                                         |           |                     |
| Zullo 25’ Gladestony 36’ Rondinella 60’ | Marcatori | 4’ Volpe 17’ Murano |

| Arbitro: | Gianquinto (Parma) |

|                                      |           |           |
| D’Errico 3’ Cernigoi 27’ Chiricò 58’ | Marcatori | 56’ Rizzo |

### Coppa Italia Serie C

#### Turni eliminatori
| Arbitro: | Gigliotti (Cosenza) |

|  |           |                      |
|  | Marcatori | 10’ Di Dio 58’ Rizzo |

| Arbitro: | Domenico Leone (Barletta) |

|                           |           |                  |
| Andreis 19’ Simonelli 30’ | Marcatori | 48’ (rig.) Rizzo |

## Statistiche

### Statistiche di squadra
| Competizione         | Punti | In casa | In casa | In casa | In casa | In casa | In casa | In trasferta | In trasferta | In trasferta | In trasferta | In trasferta | In trasferta | Totale | Totale | Totale | Totale | Totale | Totale | D.R. |
| Competizione         | Punti | G       | V       | N       | P       | GF      | GS      | G            | V            | N            | P            | GF           | GS           | G      | V      | N      | P      | GF     | GS     | D.R. |
| -------------------- | ----- | ------- | ------- | ------- | ------- | ------- | ------- | ------------ | ------------ | ------------ | ------------ | ------------ | ------------ | ------ | ------ | ------ | ------ | ------ | ------ | ---- |
| Serie C              | 46    | 19      | 7       | 7       | 5       | 32      | 31      | 19           | 4            | 6            | 9            | 19           | 30           | 38     | 11     | 13     | 14     | 51     | 61     | -10  |
| Coppa Italia Serie C | 0     | 0       | 0       | 0       | 0       | 0       | 0       | 2            | 1            | 0            | 1            | 3            | 2            | 2      | 1      | 0      | 1      | 3      | 2      | +1   |
| Totale               | 46    | 19      | 7       | 7       | 5       | 32      | 31      | 21           | 5            | 6            | 10           | 22           | 32           | 40     | 17     | 13     | 15     | 54     | 63     | -9   |

### Andamento in campionato
| Giornata  | 1 | 2 | 3 | 4 | 5 | 6 | 7 | 8 | 9 | 10 | 11 | 12 | 13 | 14 | 15 | 16 | 17 | 18 | 19 | 20 | 21 | 22 | 23 | 24 | 25 | 26 | 27 | 28 | 29 | 30 | 31 | 32 | 33 | 34 | 35 | 36 | 37 | 38 |
| --------- | - | - | - | - | - | - | - | - | - | -- | -- | -- | -- | -- | -- | -- | -- | -- | -- | -- | -- | -- | -- | -- | -- | -- | -- | -- | -- | -- | -- | -- | -- | -- | -- | -- | -- | -- |
| Luogo     | C | T | C | T | C | T | C | T | C | C  | T  | C  | T  | C  | T  | T  | C  | T  | C  | T  | C  | T  | C  | T  | C  | T  | C  | T  | T  | C  | T  | C  | T  | C  | C  | T  | C  | T  |
| Risultato | V | P | N | N | V | P | V | N | N | N  | V  | P  | V  | V  | P  | P  | V  | N  | P  | P  | N  | N  | N  | V  | N  | P  | P  | N  | N  | N  | P  | P  | V  | V  | P  | P  | V  | P  |
| Posizione | 1 | 7 | 8 | 9 | 7 | 9 | 8 | 9 | 8 | 6  | 4  | 6  | 4  | 4  | 4  | 5  | 4  | 5  | 5  | 7  | 8  | 7  | 8  | 8  | 9  | 11 | 12 | 11 | 10 | 10 | 13 | 13 | 13 | 10 | 12 | 13 | 8  | 12 |

Legenda:

Luogo: C = Casa; T = Trasferta. Risultato: V = Vittoria; N = Pareggio; P = Sconfitta.

### Statistiche dei giocatori
| Giocatore              | Serie C  | Serie C | Serie C     | Serie C    | Coppa Italia Serie C | Coppa Italia Serie C | Coppa Italia Serie C | Coppa Italia Serie C | Totale   | Totale | Totale      | Totale     |
| Giocatore              | Presenze | Reti    | Ammonizioni | Espulsioni | Presenze             | Reti                 | Ammonizioni          | Espulsioni           | Presenze | Reti   | Ammonizioni | Espulsioni |
| ---------------------- | -------- | ------- | ----------- | ---------- | -------------------- | -------------------- | -------------------- | -------------------- | -------- | ------ | ----------- | ---------- |
| Jacopo Sassi           | 27       | -39     | 2           | 0          | 1                    | 0                    | 0                    | 0                    | 28       | -39    | 2           | 0          |
| Aniello Viscovo        | 11       | -22     | 1           | 0          | 1                    | -2                   | 0                    | 0                    | 12       | -24    | 1           | 0          |
| Christos Siamatas      | 0        | 0       | 0           | 0          | 0                    | 0                    | 0                    | 0                    | 0        | 0      | 0           | 0          |
| Edoardo Scanagatta     | 10       | 0       | 1           | 0          | 2                    | 0                    | 1                    | 0                    | 12       | 0      | 2           | 0          |
| Giovanni Kyeremateng   | 8        | 0       | 3           | 0          | 2                    | 0                    | 0                    | 0                    | 10       | 0      | 3           | 0          |
| Manuel Nocciolini      | 21       | 2       | 2           | 0          | 2                    | 0                    | 0                    | 0                    | 23       | 2      | 2           | 0          |
| Ciro Poziello          | 31       | 1       | 4           | 0          | 0                    | 0                    | 0                    | 0                    | 31       | 1      | 4           | 0          |
| Eric Biasiol           | 31       | 0       | 9           | 1          | 1                    | 0                    | 0                    | 0                    | 32       | 0      | 9           | 1          |
| Walter Zullo           | 29       | 2       | 6           | 1          | 0                    | 0                    | 0                    | 0                    | 29       | 2      | 6           | 1          |
| Gianmarco Mesisca      | 0        | 0       | 0           | 0          | 0                    | 0                    | 0                    | 0                    | 0        | 0      | 0           | 0          |
| Tamir Berman           | 8        | 0       | 2           | 0          | 1                    | 0                    | 2                    | 1                    | 9        | 0      | 4           | 1          |
| Francesco De Francesco | 0        | 0       | 0           | 0          | 0                    | 0                    | 0                    | 0                    | 0        | 0      | 0           | 0          |
| Gennaro Scognamiglio   | 12       | 2       | 5           | 0          | 0                    | 0                    | 0                    | 0                    | 12       | 2      | 5           | 0          |
| Lorenzo D'Alessio      | 6        | 0       | 0           | 0          | 1                    | 0                    | 1                    | 0                    | 7        | 0      | 1           | 0          |
| Sulaiman Oyewale       | 29       | 1       | 10          | 0          | 0                    | 0                    | 0                    | 0                    | 29       | 1      | 10          | 0          |
| Genny Rondinella       | 29       | 3       | 6           | 0          | 2                    | 0                    | 1                    | 0                    | 31       | 3      | 7           | 0          |
| Gladestony             | 33       | 6       | 7           | 0          | 0                    | 0                    | 0                    | 0                    | 33       | 6      | 7           | 0          |
| Giovanni Ceparano      | 25       | 1       | 4           | 0          | 1                    | 0                    | 0                    | 0                    | 26       | 1      | 4           | 0          |
| Roberto De Rosa        | 16       | 1       | 5           | 1          | 1                    | 0                    | 2                    | 1                    | 17       | 1      | 7           | 2          |
| Lucas Felippe          | 31       | 3       | 4           | 0          | 2                    | 0                    | 0                    | 0                    | 33       | 3      | 4           | 0          |
| Giuseppe Iglio         | 29       | 1       | 4           | 0          | 0                    | 0                    | 0                    | 0                    | 29       | 1      | 4           | 0          |
| Steeve-Mike Eyango     | 10       | 0       | 1           | 0          | 0                    | 0                    | 0                    | 0                    | 10       | 0      | 1           | 0          |
| Ousman Gomez           | 17       | 0       | 5           | 0          | 2                    | 0                    | 0                    | 0                    | 19       | 0      | 5           | 0          |
| Matteo Ghisolfi        | 18       | 0       | 3           | 0          | 2                    | 0                    | 0                    | 0                    | 20       | 0      | 3           | 0          |
| Raffaele Poziello      | 17       | 1       | 2           | 0          | 2                    | 0                    | 1                    | 0                    | 19       | 1      | 3           | 0          |
| Flavio Ciuferri        | 4        | 0       | 0           | 0          | 0                    | 0                    | 0                    | 0                    | 4        | 0      | 0           | 0          |
| Flavio Di Dio          | 27       | 1       | 1           | 0          | 2                    | 1                    | 0                    | 0                    | 29       | 2      | 1           | 0          |
| Mattia Felici          | 1        | 0       | 0           | 0          | 0                    | 0                    | 0                    | 0                    | 1        | 0      | 0           | 0          |
| Nicolás Rizzo          | 22       | 5       | 5           | 0          | 2                    | 2                    | 1                    | 0                    | 24       | 7      | 6           | 0          |
| Francesco Salvemini    | 32       | 10      | 9           | 1          | 0                    | 0                    | 0                    | 0                    | 32       | 10     | 9           | 1          |
| Giuseppe La Monica     | 9        | 2       | 1           | 0          | 0                    | 0                    | 0                    | 0                    | 9        | 2      | 1           | 0          |
| Lorenzo Sorrentino     | 16       | 4       | 5           | 0          | 0                    | 0                    | 0                    | 0                    | 16       | 4      | 5           | 0          |
| Salah Basha            | 1        | 0       | 0           | 0          | 0                    | 0                    | 0                    | 0                    | 1        | 0      | 0           | 0          |
| Federico Piovaccari    | 31       | 5       | 6           | 0          | 0                    | 0                    | 0                    | 0                    | 31       | 5      | 6           | 0          |

In corsivo i giocatori che sono stati ceduti nella sessione invernale

## Giovanili
- Primavera:
  - Primavera 4 - Girone B: 10º posto

- Under-17:
  - Allievi Nazionali U17 - Serie C - Girone E: 9º posto